# Gregg Herken
Gregg Herken, né en 1947, est un conservateur de musée, historien et professeur d'histoire américain connu pour ses ouvrages sur les armes atomiques.

## Biographie
Gregg Herken est né en 1947. En 1969, il complète son Bachelor of Arts en histoire à l'université de Californie à Santa Cruz. En 1974, il obtient son Ph.D. de l'université de Princeton.
De 1988 à 2003, Herken est conservateur de musée et historien au Department of Space History du National Air and Space Museum, à Washington, D.C., géré par Smithsonian Institution. À ce poste, il obtient un satellite espion que le gouvernement américain refuse de reconnaître comme tel. Il négocie également avec des responsables soviétiques pour l'obtention d'un missile SS-20, qu'il obtient après quelques voyages en URSS et des pourparlers de dernière minute. En 2002, Herken est historien senior à la Smithsonian Institution.
En 2003, il publie Brotherhood of the Bomb: The Tangled Lives and Loyalties of Robert Oppenheimer, Ernest Lawrence, and Edward Teller, un ouvrage sur trois physiciens éminents qui ont participé à l'élaboration des premières armes nucléaires américaines. Dans cet ouvrage, il affirme que Robert Oppenheimer a fait partie du Parti communiste des États-Unis d'Amérique, ce que d'autres historiens n'ont jamais affirmé.
En 2013, Herken est professeur émérite de l'université de Californie à Merced.

## bibliographie
- (en) Gregg Herken, Counsels of War, Oxford University Press, coll. « Oxford Paperbacks », 2 juillet 1987, 448 p. (ISBN 978-0195049862)
- (en) Gregg Herken, The Winning Weapon: The Atomic Bomb in the Cold War, 1945-1950, Random House USA Inc, 1er janvier 1991, 425 p. (ISBN 978-0394751603)
- (en) Gregg Herken et Richard C. Leone, Cardinal Choices: Presidential Science Advising from the Atomic Bomb to SDI. Revised and Expanded Edition, Stanford University Press, coll. « Stanford Nuclear Age », 1er septembre 2000, 376 p. (ISBN 978-0804737708)
- (en) Gregg Herken, Brotherhood of the Bomb: The Tangled Lives and Loyalties of Robert Oppenheimer, Ernest Lawrence, and Edward Teller, Holt Paperbacks, 1er septembre 2003, 480 p. (ISBN 978-0805065893, présentation en ligne)